# Formatge Beemster
El formatge Beemster és un tipus de formatge fet amb llet de vaca, que té els seus orígens en els Països Baixos. Aquest formatge madura durant 26 mesos.